# Children of God
Children of God, ook wel The Family genaamd, is een christelijke sekte. Ze telt rond de 10.000 leden, verspreid over de hele wereld.

## Ontstaan en ontwikkeling
De beweging ontstond in 1968 in Huntington Beach (Orange County, Californië) uit de strandevangelisatie als een reactie op de hippiebeweging, die zich verzette tegen de gevestigde orde en experimenteerde met drugs en vrije seks. De oprichter was David Berg (1917-1994), alias Moses David. Berg deed een reeks voorspellingen. Zo verklaarde hij onder andere dat er in de toekomst een nieuwe wereldorde zou ontstaan, geleid door kolonel Moammar al-Qadhafi van Libië. In 1970 werd de beweging zelfstandig onder de naam Children of God, met David Berg als leider.
De beweging telde veel ex-drugsverslaafden, die andere verslaafden van hun verslaving wilden afhelpen, door middel van een "terugkeer naar God". In de jaren zeventig streek ze ook in Nederland en België neer. De beweging raakte bekend om de aardige leden, die makkelijk contact maakten en niet meteen over God en Jezus begonnen. Ook raakten de leden berucht om hun losse seksuele mores, wat hen in sommige landen in contact met politie en justitie bracht.
Na kritiek veranderden ze in 1977 hun structuur in een naar eigen zeggen democratischer model en namen de naam The Family of Love aan. Na het overlijden van Berg, in november 1994, werd de koers omgegooid. De beweging richtte zich ten eerste op Oost-Europa en Afrika, waar leden makkelijker te werven waren. Dit zou gepaard gaan met terugtrekking uit West-Europa, waar men "te onverschillig" was. Ten tweede werd een gedragscode opgesteld. Deze bepaalde tot in details hoe men moest leven en wat men mocht eten en drinken. Ook werd bepaald dat seks niet in openbare ruimten van de gemeenschap plaats mocht vinden en dat men op straffe van uitstoting hier geen kinderen bij mocht betrekken.

## De praktijk en het dagelijks leven
De fulltimeleden willen radicaal het leven van Christus navolgen. Zij geven daarom hun dagelijkse werkzaamheden op om zich volledig aan de realisatie van het Koninkrijk van God te kunnen wijden. In de communes heerst een absoluut verbod op privébezit. De Family zette zich fel af tegen de conformistische wereld. Leden van The Family mogen na hun intrede in een gemeenschap een nieuwe naam uit de Bijbel kiezen, waardoor zo wordt afgerekend met het verleden.
Om toch inkomsten te vergaren werden lectuur en videocassettes verkocht. Rondgaan met de pet na straatoptredens, het ontvangen van giften van sympathisanten, connecties met supermarkten voor gratis afgekeurde spullen en "Flirty Fishing" leiden ook tot inkomsten. Voor het eerste semester van 1993 zouden er transacties zijn van rekeningen aan de Family van meer dan 31 miljoen US dollar.
Aan de nieuwe geestelijke ouders van de commune is volledige gehoorzaamheid verschuldigd. Kritiek is uit den boze. Volgens sommige critici moet zelfs op bevel worden gelogen en gestolen. Wel heeft de Family stringente maatregelen uitgevaardigd tegen die leiders die zich te buiten gaan aan ongebreidelde machtsuitoefening. Ze stimuleert opstand tegen ouders, regeringen, algemene opvoedingssystemen, kerken en in het algemeen tegen de gehele maatschappelijke orde, behalve uiteraard dat van hun eigen systeem. Post wordt gecensureerd.
De Bijbel wordt als zeer belangrijk gezien en zes uur Bijbelstudie per dag is niet uitzonderlijk. Bovendien kregen daarnaast en daarboven brieven van Berg steeds meer gezag. Hierin werden onder andere de zeer losse seksuele mores beschreven, die de nieuwe leiders na zijn dood haastig deels terugdraaiden. Ook zou een deel van deze brieven antisemitische, anti-Amerikaanse, pro-Arabische en pro-Russische ideeën bevatten. Berg vond het belangrijker dat men via de brieven wist wat God vandaag zei, dan via de Bijbel wat Hij 2000 of 4000 jaar geleden zei. Het verwekken en krijgen van kinderen voor de "interne groei" werd echter wel als zeer belangrijk gezien.
Zoals eerder vermeld, waren seksuele mores zeer vrij. Ook polygamie was toegestaan, zij het dat dit werd aangeduid als "sharing". "Als twee leden het met elkaar eens waren, mochten ze best seks met elkaar hebben, zolang het maar op vrijwillige basis gebeurt", aldus Berg. Seksualiteit was een gift van God en seks was volgens Berg een eerste levensbehoefte. Kinderen moesten zonder remmingen worden opgevoed. Volgens een boek over zijn zoontje Davidito werd dit zeer letterlijk genomen: de genitaliën van het jongetje werden aangeraakt en men had in zijn bijzijn geslachtsgemeenschap.

## Hiërarchie en interne organisatie
The Family is piramidaal opgebouwd. Er bestaan een aantal hiërarchische niveaus, waarbij men bij ieder niveau toegang krijgt tot vertrouwelijker informatie. De basis werd gevormd door de kolonieleiders, waarbij werd verordonneerd dat kolonies niet meer dan 35 personen mochten tellen. Boven de kolonieleiders stonden verschillende hogere leiders, waarbij de top werd gevormd door David Berg zelf. Absolute gehoorzaamheid was de norm. Het liedje "When you think think think, you're gonna stink stink stink, makes you sink, sink, sink" illustreert dit.

## Flirty Fishing
Werving geschiedde altijd op kolonieniveau. De kolonieleider is verantwoordelijk voor de werving van nieuwe leden. Flirty Fishing, of "ef-effen", was de wijze van werven. Dit betekende werving door het opbouwen van vriendschappelijke contacten, zoals zeer veel andere groepen dit doen. Dit ging echter in de jaren zeventig en tachtig zo ver dat vrouwelijke leden zich gingen prostitueren om nieuwe leden (en inkomsten) te werven. Ook trachtte men op deze manier overheidsbeambten te beïnvloeden. In 1987 werd het verboden nadat een aantal leden hiv-besmetting opgelopen had. Geboortebeperking werd echter ook verboden: interne groei was nu het toverwoord.

## Kritiek
De Family heeft blootgestaan aan kritiek. Ouders zagen dat hun kinderen door de groep werden opgeslokt. Overheden concludeerden dat de groep zich schuldig maakte aan polygamie, prostitutie en wellicht zelfs pedofilie, zaken die in veel landen bij de wet verboden zijn. Critici en vele ex-leden zijn van mening dat de groep als een sekte moet worden beschouwd, met alle negatieve kenmerken die erbij horen.

## Children of God in Nederland
De Children of God hebben enige tijd een bloeiende commune gehad in Amsterdam, op het adres Singel 186. Nieuwe aanwas werd geworven in discotheek The Poorboy Club aan de Prins Hendrikkade. Rond 1975 hebben de meeste leden Amsterdam weer verlaten. Rond 1975 had de sekte ook een vestiging in het Arnhemse Spijkerkwartier.

## Trivia
Joaquin Phoenix en River Phoenix en Rose McGowan waren leden van de Children of God.